# مقاطعة بورغاس
محافظة بورغاس (بالبلغارية: Област Бургас)‏ هي إحدى مقاطعات بلغاريا تقع في شرق بلغاريا. يقدر عدد سكانها بـ 409,018 نسمة ومساحتها 7,748.07 كم2، وترتفع عن سطح البحر 84 متر.

## الموقع
موقع المقاطعة بين مقاطعات بلغاريا: